# Gaius Caesidius Dexter

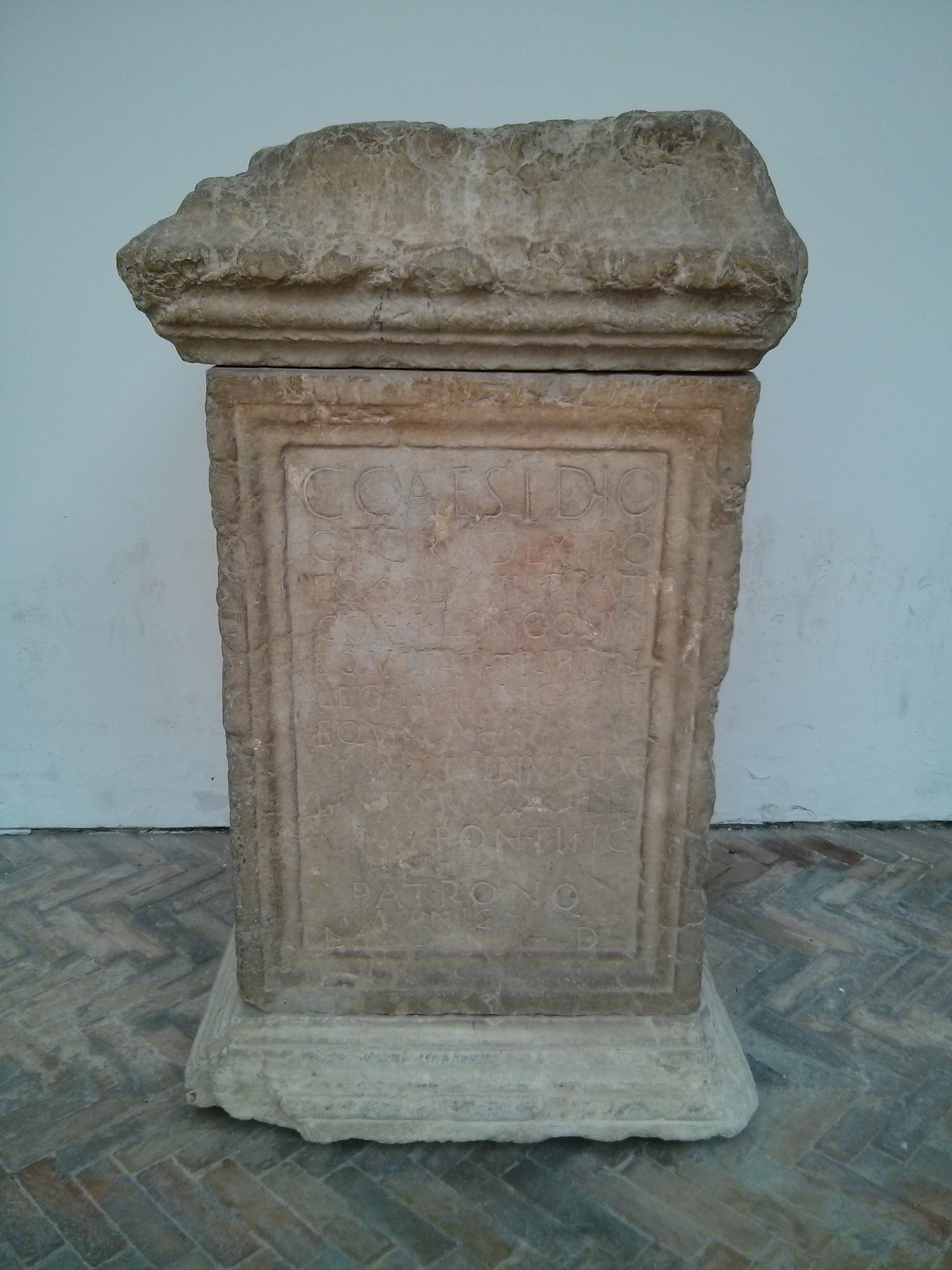
Die Inschrift

Gaius Caesidius Dexter (vollständige Namensform Gaius Caesidius Gai filius Crustumina Dexter) war ein im 2. Jahrhundert n. Chr. lebender Angehöriger des römischen Ritterstandes (Eques).
Durch eine Inschrift, die in Pitinum Pisaurense gefunden wurde und die auf 101/200 datiert wird, ist die militärische Laufbahn (siehe Tres militiae) von Dexter bekannt. Er war zunächst Kommandeur (Praefectus) der Cohors I Lingonum equitata, die in der Provinz Britannia stationiert war. Danach diente er als Tribunus militum in der Legio I Italica, die ihr Hauptlager in Novae in Moesia inferior hatte. Zuletzt übernahm er als Praefectus equitum die Leitung der Ala classiana invicta bis torquata civium Romanorum, die in Britannien stationiert war.
Dexter war in der Tribus Crustumina eingeschrieben.